# Фиби Тонкин
Фиби Џејн Елизабет Тонкин (енгл. Phoebe Jane Elizabeth Tonkin; Сиднеј, 12. јул 1989) аустралијска је глумица. Позната је по улози Клио Сертори у серији : Само додај воду, Фионе Максвел у филму Сутра, када је почео рат, Феј Чејмберлен у серији Тајни круг и Хејли Маршал у серији Вампирски дневници и Првобитни.

## Детињство и младост
Тонкинова је рођена у Сиднеју. Када је имала четири године, похађала је часова балета, хип хопа, савременог плеса и степа. Са 12 година кренула је у Аустралијско позориште за младе у Варф театру. Дипломирала је на Школи за девојчице у Квинвуду.

## Филмографија

### Филм
| Година | Српски назив             | Изворни назив | Улога         | Напомене |
| ------ | ------------------------ | ------------- | ------------- | -------- |
| 2010.  | Сутра, када је почео рат |               | Фиона Максвел |          |
| 2012.  | Цунами 3D                |               | Џејми         |          |
| 2022.  | Вавилон                  |               | Џејн Торнтон  |          |

### Телевизија
| Година     | Српски назив       | Изворни назив | Улога          | Напомене                              |
| ---------- | ------------------ | ------------- | -------------- | ------------------------------------- |
| 2006—2010. | : Само додај воду  |               | Клио Сертори   | главна улога                          |
| 2011—2012. | Тајни круг         |               | Феј Чејмберлен | главна улога                          |
| 2012—2013. | Вампирски дневници |               | Хејли Маршал   | споредна улога (4. сезона); 8 епизода |
| 2013—2018. | Првобитни          |               | Хејли Маршал   | главна улога                          |
| 2020.      | Западни свет       |               | Пени           | 2. епизоде                            |